# 待田堂子
待田堂子（日语：／ Machida Tōko），日本女編劇。出身於愛知縣。

## 來歷
劇本中心青山學校畢業。1999年，還是學生的她就獲得了橋田壽賀子劇本新人獎佳作。目前在演員單位「PADETRE」除了擔任企劃製作、編劇和導演之外，還從事舞台的導演、編劇，以及動畫、電視劇和電影的編劇和構成。

## 參加作品
粗體字表示劇本統籌作品。

### 電視動畫
2001年
- 元氣五胞胎（編劇）

2002年
- 大頭狗仔隊（日语：ふぉうちゅんドッグす）（—2003年，編劇）

2003年
- WOLF'S RAIN（編劇）
- 最遊記RELOAD（—2004年，編劇）

2004年
- （編劇）
- 最遊記RELOAD GUNLOCK（編劇）
- 混沌武士（編劇）
- （—2005年，主要作家、編劇）

2005年
- 太鼓之達人（主要作家、編劇）
- 我愛美樂蒂（—2006年，編劇）

2006年
- 無敵看板娘（編劇）
- 小呵欠（編劇）
- 少年陰陽師（—2007年，編劇）

2007年
- Master of Epic The Animation Age（編劇、插入歌作詞）
- 幸運☆星（編劇）
- 意外（—2008年，編劇）
- 麵包超人（2007年—，編劇）

2008年
- 艾莉森與莉莉亞[1]（編劇）

2009年
- 星際寶貝（編劇）
- 花冠之淚（編劇）
- GA 藝術科美術設計班[2]（編劇）

2010年
- 聖痕鍊金士（編劇）
- 神隱之狼（編劇）
- 動物偵探奇魯米（編劇）
- 刀語（編劇）
- 聖誕之吻SS（編劇[3]）
- FORTUNE ARTERIAL -赤之約束-（編劇）
- 海月姬（編劇）

2011年
- 這樣算是殭屍嗎？（編劇）
- 戰國少女 ～桃色異傳～[4]（編劇）
- 聖痕鍊金士II（編劇）
- 眾神中的貓神（編劇[5]）
- 偶像大師（編劇）

2012年
- 聖誕之吻SS+ plus（編劇[6]）
- 輪迴的拉格朗日（編劇）
- 這樣算是殭屍嗎？OF THE DEAD（編劇）
- 戰國Collection（編劇）
- 襲來！美少女邪神（編劇）
- 釣球（編劇）
- 宇宙兄弟（編劇）
- 輪迴的拉格朗日 season2（編劇）

2013年
- AMNESIA[7]（編劇）
- 遊☆戲☆王ZEXAL II（編劇）
- 黑色嘉年華（編劇）
- 果然我的青春戀愛喜劇搞錯了。（編劇）
- 打工吧！魔王大人（編劇）
- 槍彈辯駁 希望學園與絕望高中生 THE ANIMATION（編劇）
- 狗與剪刀必有用（編劇）
- 伽利略少女（編劇[8]）
- 東京闇鴉（編劇）
- 魯邦三世 princess of the breeze ～被隱藏的空中都市～（日语：ルパン三世 princess of the breeze 〜隠された空中都市〜）（編劇）

2014年
- 狐仙的戀愛入門[9]（編劇）
- Re:␣ HAMATORA（劇本統籌協力）
- Wake Up, Girls！（編劇）
- 愚者信長（編劇）
- 棺姬嘉依卡（編劇）
- 戲劇性謀殺（編劇）
- 斬！赤紅之瞳（編劇）

2015年
- 小長門有希的消失（編劇）
- SHOW BY ROCK!!（編劇）
- 亞爾斯蘭戰記（編劇）
- 彗星·路西法（編劇）

2016年
- 昭和元祿落語心中（編劇）
- 最終騎士（編劇）
- 黑骸（編劇）
- 菇菇 ～世界的朋友～（日语：おさわり探偵 なめこ栽培キット）（編劇）
- SHOW BY ROCK!! Short!!（編劇）
- 超時空要塞Δ（編劇）
- 偶像活動Stars！（－2018年，編劇）
- 亞爾斯蘭戰記 風塵亂舞（編劇）
- SHOW BY ROCK!!#（編劇）
- Lostorage incited WIXOSS（編劇）
- CHEATING CRAFT（編劇）

2017年
- 鎖鏈戰記 ～赫克瑟塔斯之光～（編劇）
- 昭和元祿落語心中 -助六再現篇-（編劇）
- 為美好的世界獻上祝福！2（編劇）
- 風夏（編劇）
- 不正經的魔術講師與禁忌教典（編劇）
- 有頂天家族2（編劇）
- 水嫩小嘰!!（日语：プリプリちぃちゃん!!）（編劇）
- 跳水男孩[10]（編劇）
- 半獸人的煩惱（編劇）

2018年
- BORUTO -火影新世代- NARUTO NEXT GENERATIONS-（編劇）
- 擅長捉弄人的高木同學（編劇）
- 漫畫女孩（編劇）
- 卡利古拉 -Caligula-（編劇）
- Happy Sugar Life（編劇）
- 遙的接球（編劇）
- 蠟筆小新（2018年—，編劇）

2019年
- 你遭難了嗎？（編劇[11]）
- 萌獸寵物店（編劇）
- 刺客守則（編劇）
- 寶可夢 旅途（—2023年，編劇）

2020年
- 請在伸展台上微笑（編劇）
- SHOW BY ROCK!! 活力棉花糖!!（編劇）
- 球詠[12]（編劇）
- 前說！（編劇）
- 攀岩！ -Sport Climbing Girls-[13]（編劇）
- （編劇）

2021年
- SHOW BY ROCK!! STARS!![14]（編劇）
- SD鋼彈世界 群英集（日语：SDガンダムワールド ヒーローズ）（編劇）
- 陰晴不定的體操哥哥（編劇）
- 急戰5秒殊死鬥（編劇）
- 橘色榮耀！（編劇）
- 賈希大人不氣餒！（編劇）

2022年
- 自稱賢者弟子的賢者（編劇）
- 史上最強大魔王轉生為村民A（編劇）
- 我家師傅沒有尾巴（編劇）
- 點滿農民相關技能後，不知為何就變強了。[15]（編劇）

2023年
- 異世界悠閒農家[16]（編劇）
- 最強陰陽師的異世界轉生記（編劇）
- 哆啦A夢 (2005年版)（編劇）
- 為美好的世界獻上爆焰！（編劇）
- 某大叔的VRMMO活動記[17]（編劇）
- 破滅的王國（編劇）

2024年
- 輪迴第7次的惡役令孃，在前敵國享受自由自在的新娘生活（編劇）
- 吸血鬼男子宿舍（編劇[18]）
- 極速星舞（編劇）
- 魔王軍最強的魔術師是人類[19]（編劇）

2025年
- 不幸職業【鑑定士】其實是最強的
- 真·侍傳YAIBA
- 終末起點（編劇）
- 和雨·和你（編劇）
- 娑婆氣（日语：しゃばけ）[20]
- 朋友的妹妹只纏著我[21]
- 東島丹三郎想成為假面騎士（日语：東島丹三郎は仮面ライダーになりたい）[22]

2026年
- 可以幫忙洗乾淨嗎？（編劇[23]）

時期未定
- 轉生後的我成了英雄爸爸和精靈媽媽的女兒（編劇[24]）

### 電影動畫
2014年
- Wake Up, Girls！七位偶像（編劇）

2023年
- 機甲英雄 劇場版 我與我等於無限大（編劇）
- 劇場版 鋼管公主（日语：ポールプリンセス!!）（編劇）

### OVA
2004年
- 動畫古典文學館「萬葉集」（編劇）

2005年
- 妹妹戀人（編劇）

2008年
- 幸運☆星OVA（編劇）

2009年
- 異世界聖機師物語（編劇）

2010年
- 古拉爾騎士團（日语：グラール騎士団）（編劇）

2011年
- 幸運女神 永遠的二人（編劇）

### 網路動畫
2013年
- 宮河家的空腹

2019年
- 7SEEDS 幻海奇情
- SD鋼彈世界：三國創傑傳（日语：SDガンダムワールド 三国創傑伝）
- 機甲英雄 機鬥勇者

2021年
- 天空侵犯

2022年
- 鋼管公主（日语：ポールプリンセス!!）（編劇）

### 電視劇
2005年
- division1（日语：ディビジョン1 (テレビドラマ)）『正三角形的定義（日语：ディビジョン1 (テレビドラマ)#ステージ12『正三角形の定義』）』（編劇）

### 真人電影
2006年
- Love Psycho（編劇）

### 舞台
2016年
- SHOW BY ROCK!! MUSICAL ～唱家畜！深紅色的墮天革命啟示錄!!～（故事原案）

2017年
- Wake Up, Girls！青葉的記錄（編劇）[25]

2018年
- WWake Up, Girls！青葉的軌跡（編劇）

### 小說
- 幸運☆星 搖晃的椅子（2009年4月，〈角川Sneaker文庫〉，原作：美水鏡、插圖：堀口悠紀子）
- 宮河家的空腹（2014年2月，〈角川Sneaker文庫〉，原作：美水鏡、插圖：、華華蕾（日语：華々つぼみ））
- 葵小僧Knight（2014年2月，〈PONY CANBOOKS〉，插圖：宇佐美皓一（日语：宇佐美皓一））
- 小說版 Wake Up, Girls！各自的身姿（2014年4月，學研出版（日语：学研プラス），原案：山本寬、插圖：U.G.E）
- SHOW BY ROCK!! 聖MIDI女學園高等部 ～Pulupulu♪Strawberry～（2015年12月，〈PONY CANBOOKS〉，原作：三麗鷗）
- 前說！的前說（2020年12月，KADOKAWA，原作：無限大∞、插圖：美水鏡）

### 漫畫
- 東京闇鴉 -Girls Photograph-（原作：淺野耕平、作畫：橫山幸治，擔任構成）
- 小挑戰者 Wake Up, Girls！ -side I-1 club-（原案：山本寬、作畫：U.G.E，負責原案命名）

## 相關項目
- 日本小說家列表（日语：日本の小説家一覧）
- 輕小說家列表（日语：ライトノベル作家一覧）

## 外部連結
- （日語）—待田堂子的官方個人部落格。
- 待田堂子的X（前Twitter） （日語）